# Bitwa pod Beresteczkiem
Bitwa pod Beresteczkiem – jedna z największych bitew lądowych XVII-wiecznej Europy, rozegrała się w dniach 28 czerwca – 10 lipca 1651 roku pod Beresteczkiem na Wołyniu, w trakcie powstania Chmielnickiego, między wojskami polskimi pod dowództwem Jana Kazimierza a siłami tatarsko-kozackimi. Bitwa zakończyła się zwycięstwem strony polskiej, które było zasługą dowodzącego wojskami polskimi Jana Kazimierza. Król w trzecim dniu bitwy zastosował skuteczną taktykę szachownicową, która polegała na ustawieniu oddziałów piechoty na przemian z jazdą. W decydującej fazie bitwy ważne okazało się też wykorzystanie przez piechotę, znajdującą się w centrum ugrupowania polskiego, siły ognia muszkietów i artylerii.
28 czerwca rozpoczęły się pierwsze walki, które trwały przez dwa dni. W tej fazie niewielki sukces odnieśli powstańcy, pokonując kilkukrotnie oddziały jazdy polskiej. 30 czerwca uderzenia głównych sił dowodzonych osobiście przez Jana Kazimierza oraz jazdy prowadzonej do boju osobiście przez księcia Jeremiego Wiśniowieckiego doprowadziły do pogromu przeciwników i ucieczki chana Islama III Gireja i Bohdana Chmielnickiego. Ostateczną klęskę zadały Kozakom wojska polskie 10 lipca, na bagnach nad rzeką Płaszówką. Stamtąd resztę wojsk wyprowadził dowodzący w zastępstwie Chmielnickiego Iwan Bohun.

## Przed bitwą
Po bitwie pod Zborowem i zawarciu ugody zborowskiej obie strony nie czuły się usatysfakcjonowane warunkami zawartego porozumienia, a konflikt religijny prawosławia z katolicyzmem nie został rozwiązany. W Koronie przewagę zaczęli uzyskiwać zwolennicy dalszego prowadzenia wojny, a na Ukrainę udał się, świeżo powróciwszy z niewoli, hetman polny Marcin Kalinowski ze zbrojnym rajdem ok. 12 tys. zbrojnych. Obie strony, czując nieuchronność nowej wojny, przystąpiły do przygotowań.

### Przygotowania wojsk koronnych

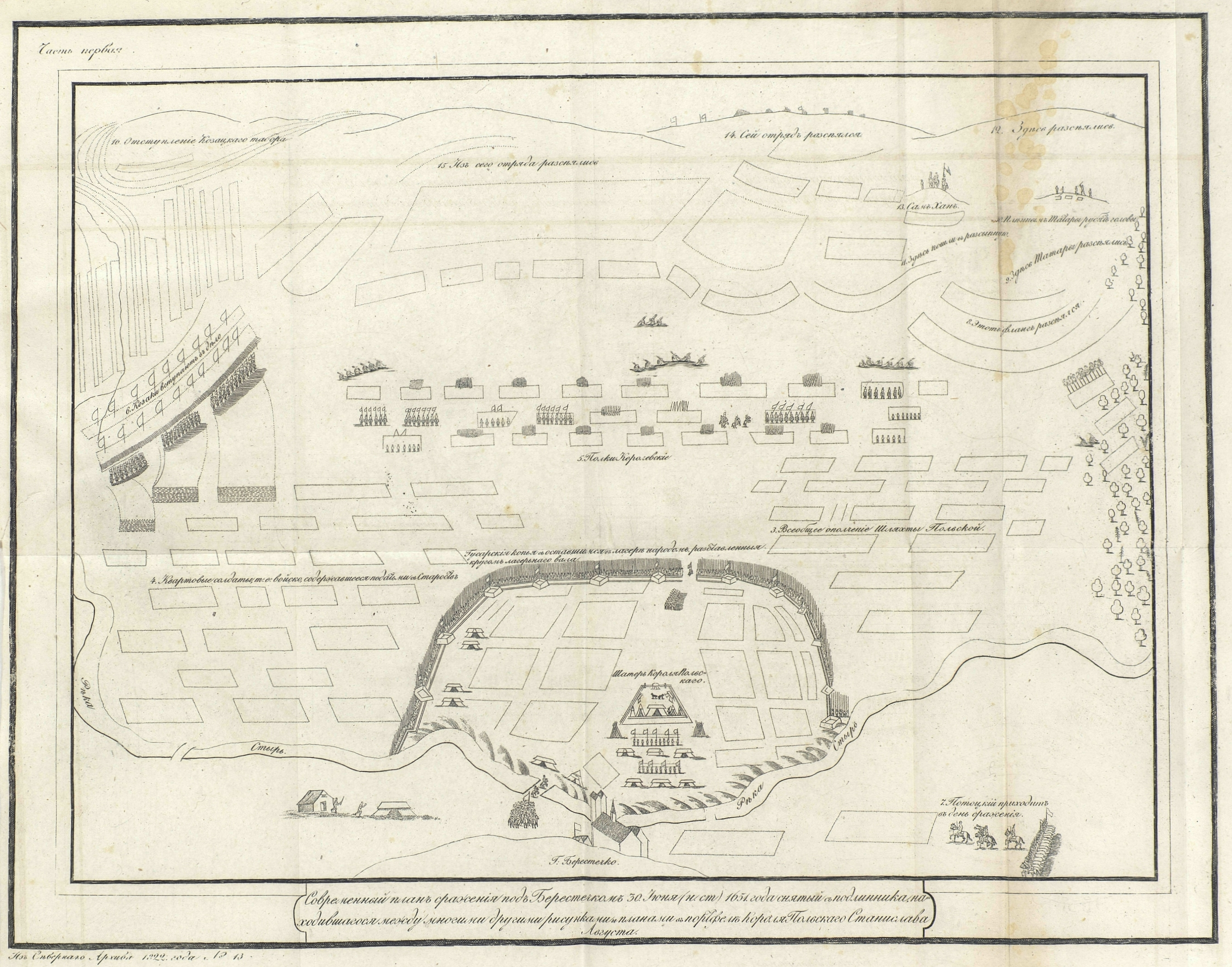
Uszykowanie wojsk przed bitwą oraz fortyfikacje polowe

Wojska koronne zbierały się w obozie w Sokalu nad Bugiem. Król chciał starannie przygotować się do bitwy doświadczony kampanią zborowską. Rozesłano wici na pospolite ruszenie i zaciągano wojska obcego autoramentu, głównie zaciężną piechotę niemiecką, dragonów, rajtarów, a nawet arkebuzerów. Uszykowano też artylerię w sile ok. 95 dział wszelkiego kalibru. Wyjątkowo zadbano o wszystkie rodzaje broni. Całe przygotowanie armii zajęło kilka tygodni. Tuż przed starciem odesłano ok. 2 tys. jezdnych aby stłumić bunt Kostki Napierskiego na Podhalu. Dysponowano prawie 34 tys. regularnego wojska kwarcianych, suplementowych i prywatnych i ponad 30 tys. pospolitego ruszenia. Z terenu Wielkiego Księstwa Litewskiego znajdowały się w składzie armii prywatne oddziały magnatów, głównie podkanclerzego Kazimierza Leona Sapiehy i koniuszego Bogusława Radziwiłła, a poza tym dwie chorągwie nowogródzkie (razem ok. 3600 żołnierzy). W sumie zebrano niemal 75–80 tys. wojska i pokaźny tabor z czeladzią w sile ok. 10 tys. Po przybyciu pod Beresteczko przystąpiono do budowania fortyfikacji i umacniania obozu królewskiego.
Skład armii zaciężnej – niemal 34 tys. żołnierzy:
- jazda – 19 904:
jazda kozacka – 12 255,
husaria – 2589,
rajtaria – 2050,
arkebuzeria – 500,
jazda tatarska – 960,
ochotnicy litewscy – 1550,
- piechota – 13 690:
piechota węgierska – 2790,
piechota niemiecka – 8900,
dragoni – 2000[9].

### Przygotowania kozacko-tatarskie

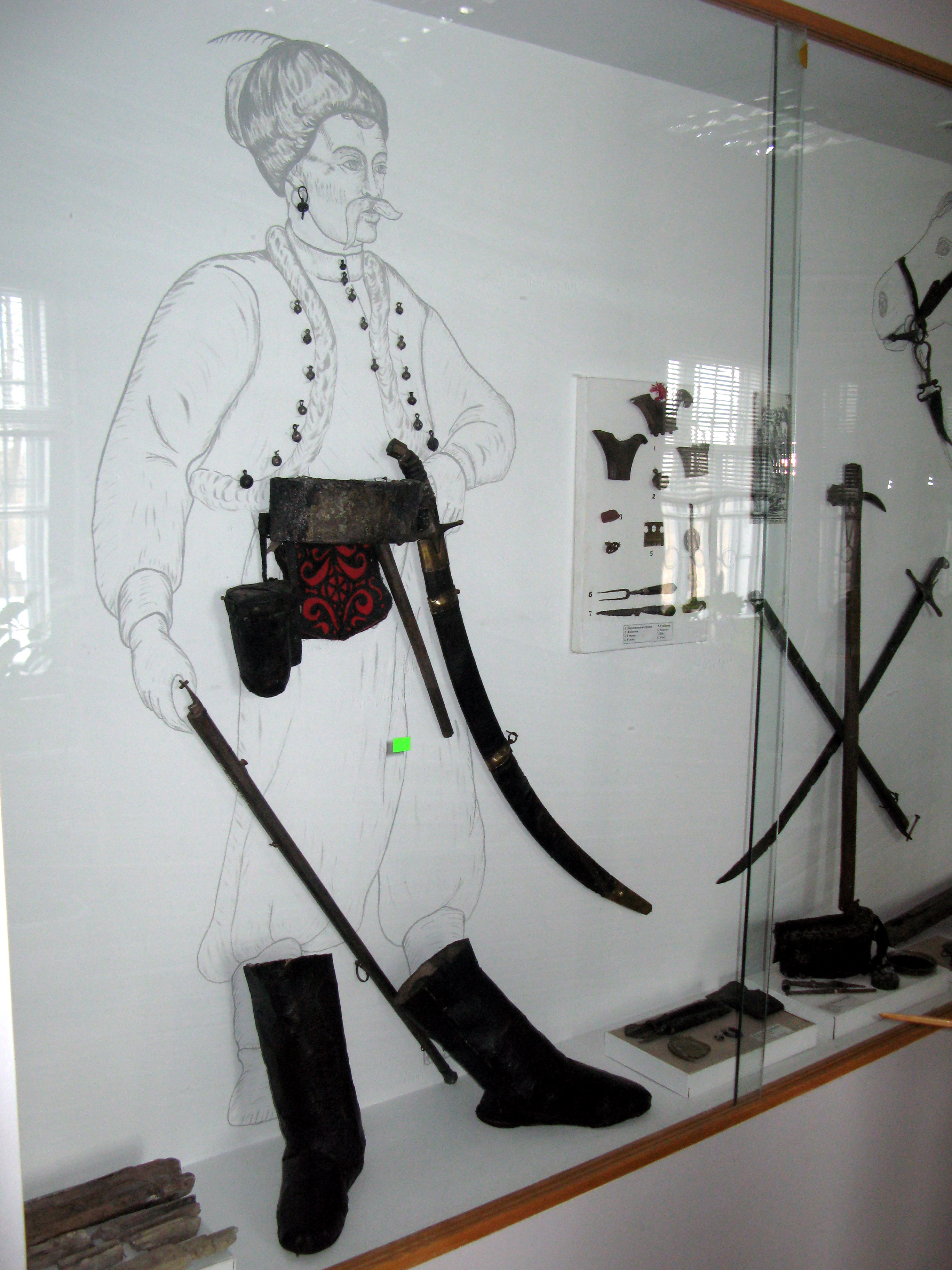
Uzbrojenie kozaków

Kozacy zgromadzili ogromną armię w sile ok. 80–100 tys.(40 tys. zaporożców i 40–60 tys. czerni) pod dowództwem Bohdana Chmielnickiego i potężny tabor ciągnący ok. 100–145 dział z zapasami żywności i sprzętem wojskowym. Tatarzy, pod dowództwem osobistym chana Islama Gireja, przybyli na wojnę w sile ok. 30 tys. świetnie wyszkolonych, odważnych, lecz słabo uzbrojonych wojowników, w większości uzbrojonych w masłaki oraz łuki. Po połączeniu w okolicy Kołodna rozpoczęli pochód w stronę armii „koroniarzy” od strony Krzemieńca. Kozacką strażą przednią dowodził Bohun, a oddziały tatarskie rozjechały się po okolicy paląc i rabując. Po dotarciu na pole bitwy (w drugim dniu bitwy 29 czerwca) hetman kozacki rozpoczął formowanie olbrzymiego, 11-rzędowego taboru wojennego i ustawianie szyków kozackich.

## Bitwa

### 28 czerwca
Dzień w obozie polskim rozpoczęła uroczysta msza z udziałem całego wojska. Zwiadowcy donieśli o przeprawie nieprzyjaciela przez Płaszówkę. Chwilę później orda pojawiła się na polu i tak rozpoczęła się bitwa. Armia polska rozpoczęła zajmowanie pozycji. Na naradzie wojennej obaj hetmani forsowali tzw. „staropolski szyk wojenny”, ale król zadecydował o zachodnioeuropejskim ustawieniu wojsk do bitwy, tzw. „szyku szwedzkim” lub „szyku holenderskim”, polegającym na ustawieniu wojsk w szachownicę, na przemian jazdy (rajtarów i arkebuzerów) i piechoty z dragonami w centrum, wysuwając do przodu artylerię, a szlachecką jazdę pospolitaków – z tyłu. Resztę jazdy narodowego autoramentu (husaria, pancerni, jazda kozacka) ustawiono na skrzydłach. W centrum dowodził Jan Kazimierz, na prawym skrzydle hetman wielki koronny Mikołaj Potocki, a na lewym – hetman polny koronny Marcin Kalinowski, któremu przydzielono do pomocy Jeremiego Wiśniowieckiego. Artyleria w większości została w obozie, aby osłonić ewentualny odwrót, a w pole wyszła połowa wojska. Po południu król pozwolił na harce, w których to lepsi okazali się Polacy. Potem zniecierpliwiona orda ruszyła do ataku, co widząc król kazał chorągwiom Aleksandra Koniecpolskiego i Lubomirskiego (2000 żołnierzy) wyjść im naprzeciw. Tatarzy rzucili do odparcia chorągwi polskich resztę czambułów. Polacy trzykrotnie uderzali, rozrywali szyk tatarski i zawracali, aż w końcu zapędzili się za daleko i zostali zmuszeni do odwrotu. Ponieważ kontratak Tatarów zagroził lewemu skrzydłu książę Jeremi Wiśniowiecki uderzył na ordyńców swoimi sześcioma chorągwiami kozackimi oraz 200-osobowym oddziałem husarii Stefana Czarnieckiego, za nimi poszło pospolite ruszenie szlachty krakowskiej, sandomierskiej, ruskiej i łęczyckiej. Walka była zacięta i trwała godzinę, jednak Tatarzy musieli uznać wyższość polskich wojsk. Większość ich sił zbiegła z pola, 100 zginęło, a 20 dostało się do niewoli. Polacy nie zanotowali żadnych strat i obsadzili przeprawę przez Płaszówkę chorągwią dragonów i kilkoma armatkami. Tuż po walce zapadł zmierzch i armie udały się na spoczynek. Pojawiły się pierwsze niesnaski w obozie sprzymierzeńców. Chan nie spodziewał się żadnego oporu i był nim bardzo zaskoczony, gdyż Chmielnicki namawiał go do wyprawy opisując słabość Rzeczypospolitej, za przykład podając „dezercję” 2000 żołnierzy wyprawionych na Podhale. Na naradzie uzgodniono, że następnego dnia w bitwie dowodził będzie osobiście Islam Girej, mając pod rozkazami całość konnicy tatarsko-kozackiej, łącznie 35–45 tys. jeźdźców. Głównym jej zadaniem było zajęcie i utrzymanie mostu, co miało umożliwić przeprawę całej piechoty kozackiej.

### 29 czerwca

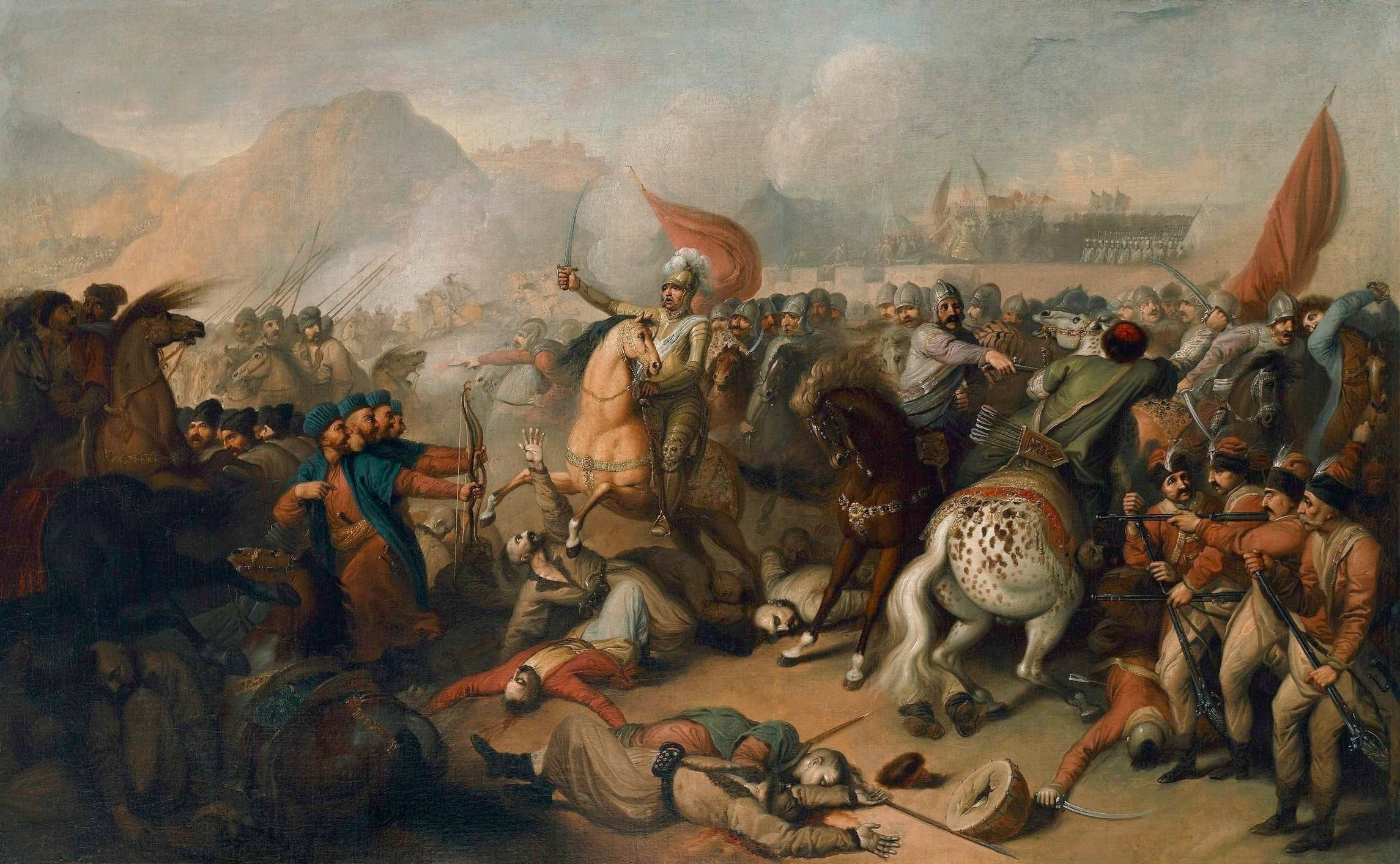
Franciszek Smuglewicz - Bitwa pod Beresteczkiem

Drugi dzień ponownie rozpoczęły uroczyste nabożeństwa. Dowództwo nad całą jazdą (gdyż tylko ją miano wyprowadzić z obozu i ustawić w tradycyjnym, staropolskim szyku) objął hetman Potocki mając pod bezpośrednimi rozkazami centrum. Prawym skrzydłem miał dowodzić Stanisław Lanckoroński, a lewym – nominalnie hetman Kalinowski, a faktycznie książę Wiśniowiecki. O 8:00 Polacy rozpoczęli wychodzenie w pole, a straż przednia Tatarów, po krótkotrwałej walce na przeprawie przez rzekę i przepędzeniu dragonów, pojawiła się przed wojskami polskimi. Najpierw jazda, a później piesze wojska kozackie, artyleria i tabory rozpoczęły przeprawę. O 10:00 rozpoczęły się godzinne harce, po których oddział polskiej jazdy „Rewery” Potockiego spędził harcowników z pola. Po południu najlepsza jazda tatarska uderzyła na oddziały polskie. Lewe skrzydło usiłowało przyjąć atak, jednak czambuły zawróciły tuż przed szykiem ostrzeliwując Polaków z łuków i usiłując ich zajść od tyłu. Oddział tatarski, który przedarł się między jazdą szarżując na szańce został jednak odrzucony ogniem muszkietów i kontratakiem jazdy Wiśniowieckiego, zdołał jednak zrobić nawrót co wywarło wielki podziw wśród Polaków i zaatakować ponownie, wtedy kolejna szarża jazdy Stanisława Potockiego odrzuciła ich z pola. Wzmocnieni posiłkami Tatarzy z jeszcze większym impetem uderzyli w jazdę w centrum pod dowództwem Szymona Szczawińskiego. Ten wsparty jazdą Lanckorońskiego bronił się zażarcie cofając się powoli. Wkrótce Tatarom udało się przedrzeć na skrzydłach i zaatakować polskie szańce obozowe. W tym momencie król Jan Kazimierz kazał całej piechocie oddać salwy rzędowe z muszkietów i strzelać ze wszystkich dział. Zagrożenie minęło, a Tatarzy ponieśli ogromne straty. Nie mogli wznowić ataku, bo zabrakło im odwodów, a na ordyńców uderzyły najpierw chorągwie Wiśniowieckiego, a potem, z dużym impetem chorągwie hetmana Potockiego, Czarnieckiego, Lubomirskiego, Sapiehy oraz rajtaria Bogusława Radziwiłła, spychając ich daleko od szańców. Kilka oddziałów posunęło się jednak za daleko i zostały okrążone (m.in. husaria Stefana Czarnieckiego). W heroicznej obronie zginęli m.in. kasztelan halicki Adam Kazanowski, starosta lubelski Jerzy Ossoliński, miecznik przemyski Ligęza, towarzysz husarski Rzeczycki i podkomorzy sanocki Jan Stadnicki. Do chwilowej niewoli dostał się ranny starosta jaworowski Jan Sobieski, został odbity przez swoich żołnierzy, biorąc do niewoli podskarbiego chańskiego Mufrahha. Sytuację wyjaśniła szarża jazdy Wiśniowieckiego pomagając im wydostać się z okrążenia. Nowe czambuły tatarskie runęły ze wzgórz na pułk Lanckorońskiego, wtedy król pchnął do ataku chorągwie „Rewery” stojące dotąd w odwodzie. Te zepchnęły ordyńców z pola. Około godz. 16.00 walka ustała. Bilans nie był tak korzystny dla strony polskiej jak w dniu poprzednim, ale i Tatarzy nie odnieśli sukcesu ponosząc bardzo duże straty. Z polskiej strony zginęło ok. 350 żołnierzy. Tatarzy stracili ok. 1 tys. ludzi (zginął m.in. słynny Tuhaj-bej), co wywołało wściekłość chana, miał nawet zagrozić Chmielnickiemu, że go wyda związanego w ręce króla. Chmielnicki jednak kończył przeprawę wszystkich swoich wojsk, więc przynajmniej część planów sprzymierzeńców doszła do skutku. W obozie polskim król zdecydował, pomimo sprzeciwu hetmanów, o taktyce na następny dzień – miało dojść do frontalnego starcia całej armii w polu, uszykowanej do bitwy za pomocą schematów nakreślonych przez Jana Kazimierza na sposób zachodnioeuropejski, podobnie jak w pierwszym dniu walk, ale całością wojsk.

### 30 czerwca
Od samego poranka nad polem unosiła się gęsta mgła, toteż do przedpołudnia nie podejmowano żadnych działań oprócz ustawiania wojsk. Na prawym skrzydle polskim dowodził, w zastępstwie chorego hetmana Mikołaja Potockiego, wojewoda bracławski Stanisław Lanckoroński, centrum znajdowało się pod osobistym dowództwem Jana Kazimierza, na lewym skrzydle teoretycznie hetman polny Marcin Kalinowski, a faktycznie Jeremi Wiśniowiecki. Zadaniem lewego skrzydła miał być decydujący i rozstrzygający atak kawalerii, więc zostało w tym celu dodatkowo wzmocnione. Rezerwą na obu skrzydłach było pospolite ruszenie, a część chorągwi husarskich przesunięto do centrum i ustawiono w szachownicę z innymi wojskami autoramentu cudzoziemskiego. W pierwszej linii centrum ustawiono artylerię Przyjemskiego z asekurującymi ją dragonami, w drugiej linii piechotę niemiecką Radziwiłła (1152–1600 żołnierzy z prawej) i Houwalda (1000 żołnierzy z lewej). Trzecią linię tworzyło, stojąc na przemian, 8 chorągwi rajtarii (2500 żołnierzy) i 8 chorągwi piechoty polskiej i węgierskiej (1700 żołnierzy) oraz 3 najlepsze chorągwie husarskie z królem (500 żołnierzy). Czwartą linią była gwardia królewska (1700 żołnierzy) na przemian z rajtarami Radziwiłła i Jakuba Weyhera. W rezerwowej piątej linii stały wojska posiłkowe elektora brandenburskiego oraz reszta pospolitego ruszenia. Zadaniem całej jazdy w centrum była ochrona piechoty. W obozie (szósta linia) pozostawiono 3 tys. piechoty polskiej, która wraz z czeladzią obsadziła wały wtykając kopie husarskie w ziemię (nie używano ich do walki z Tatarami) i sprawiając wrażenie armii rezerwowej. Na szańcach ustawiono też najcięższe działa. Dodatkowo oba skrzydła armii opierały się o rzekę z jednej i las z drugiej strony, uniemożliwiając oskrzydlenie, co było ulubioną taktyką Tatarów. Całkowita długość frontu wynosiła około 4,5 km.
Po prawej stronie kozacko-tatarskiej ustawiono wielki tabor z piechotą, który został pospiesznie, ale solidnie ufortyfikowany w 11 rzędów. Przed nim ustawiono jazdę Kozaków, a jazda tatarska zajęła lewe skrzydło oraz centrum. Chan zajął stanowisko z lewej strony, na wzgórzu pod lasem. Tatarska jazdą dowodzili bracia chana: lewym skrzydłem – Amurat, a centrum kałga Krym Girej i Nurredin.

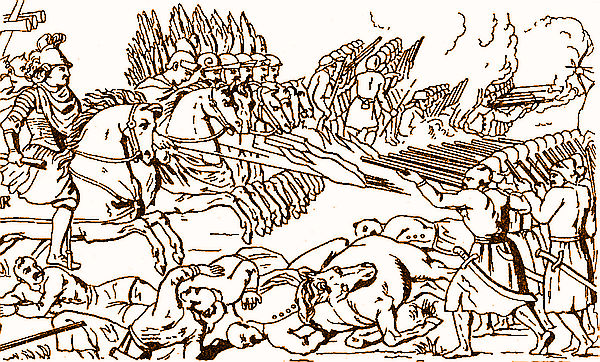
Atak husarii na piechotę zaporoską pod Beresteczkiem

Koło godziny 10.00 mgły opadły i obie armie mogły się już dojrzeć. Polacy przemieścili się lekko do przodu, co sprowokowało czambuły tatarskie, które ruszyły do szarży i ponownie zatrzymały się obsypując szyki polskie gradem strzał i wzywając na harce. Nie odniosło to skutku, gdyż król zakazał ich pod karą gardła. Rozkazał natomiast artylerii ostrzelać harcowników i szyki tatarskie powodując u nich znaczne straty, co przestraszyło ich na tyle, żeby aż do 15.00 zwlekać z atakiem. Widząc to Kozacy zaczęli okopywać tabor i umacniać go, szykując się do obrony. Król dał rozkaz piechocie do powolnego marszu naprzód próbując zrobić wyrwę między Tatarami a szykującymi się do ataku Kozakami. Wtedy kniaź Wiśniowiecki poprosił o zgodę na atak na Kozaków, na co król przystał. Żołnierze odśpiewali Bogurodzicę i rozpoczęła się szarża 18 chorągwi jazdy kwarcianej (ok. 2 tys. ludzi). Szarżę wsparły chorągwie Rewery Potockiego i Szymona Szczawińskiego w sile ok. 1,5 tys. ludzi rozrywając prawie tabor kozacki. Od całkowitego rozbicia Kozaków uratował kontratak czambułów Nurredina, uderzających w bok oddziałów Szczawińskiego. Polacy zasypani gradem strzał cofnęli się. Teraz Tatarzy zagrozili wojskom zdobywającym tabor. W tym momencie Jan Kazimierz rzucił do walki chorągwie jazdy łęczycko-sieradzkiej – pospolitaków stojących dotąd w odwodzie. Uderzenie wsparli rajtarzy ks. Bogusława Radziwiłła oraz rajtaria elektorska. Kontratak zajął na chwilę Tatarów, co wystarczyło, aby jazda Wiśniowieckiego zrobiła nawrót i uderzyła na nich od tyłu. Jednocześnie zintensyfikowano ostrzał polskich dział. Tatarzy poszli w rozsypkę i zostali zepchnięci ponosząc duże straty. Kozacy rozpoczęli naprawę rozerwanego taboru i spinanie go łańcuchami, kiedy Wiśniowiecki znowu uderzył. Teraz król rozkazał ruszyć środkowi wojska polskiego do przodu. Kiedy nakazał uderzenie prawego skrzydła spotkał się z odmową Lanckorońskiego i jego zdemoralizowanego oddziału, obawiającego się kozackiej zasadzki w lesie. Widząc to, chan pchnął swoje najlepsze czambuły z lewego skrzydła do ataku na polskie centrum. Nawała ok. 5 tys. doborowej jazdy krymskiej i nogajskiej ruszyła do ataku. Centrum polskie tworzyło tzw. ognistego węża i po kilku salwach uderzenie tatarskie zostało powstrzymane, ale ordyńcy jeszcze kilka razy atakowali bezskutecznie polskie szyki, za każdym razem ponosząc olbrzymie straty. Tymczasem na lewym skrzydle Wiśniowiecki atakował tabor kozacki i pomiędzy nim a dywizją króla utworzyła się luka, w którą uderzył Nurredin. Zmusił tym księcia do wycofania się na wysokość powolnie maszerującego polskiego środka. Posuwając się już nieco wolniej odciął, wspólnie z wojskami centrum, Kozaków od Tatarów. W niebezpieczeństwie znalazł się na chwilę sam król, ostrzelany z polowych armatek tatarskich. W pobliżu króla spadły cztery kule armatnie, z których jedna obtarła monarsze nogę. W rewanżu działka Przyjemskiego ostrzelały pozycję chana, zabijając jednego z dostojników. Chan, uznawszy bitwę za przegraną, uciekł z pola bitwy razem ze swoją świtą w stronę Wiśniowca. Dogonił ich Chmielnicki z Wyhowskim. Według jednych, usiłując nakłonić go do powrotu, zostali uwięzieni i uprowadzeni, a według innych po prostu uciekli. Tego dnia zginęło łącznie zaledwie 350 Polaków. Strona kozacko-tatarska miała wielu zabitych, w tym braci chańskich Amurata i Krym Gireja oraz około 5–15 tys. schwytanych w niewolę. W polskie ręce wpadł obóz tatarski: namiot i zbroje chana, szaty, bogate tkaniny oraz mnóstwo kosztowności. Ponadto wiele świetnych koni tatarskich, szable, buńczuki większości czambułów, łuki i siodła oraz buława Chmielnickiego.

### 1–10 lipca

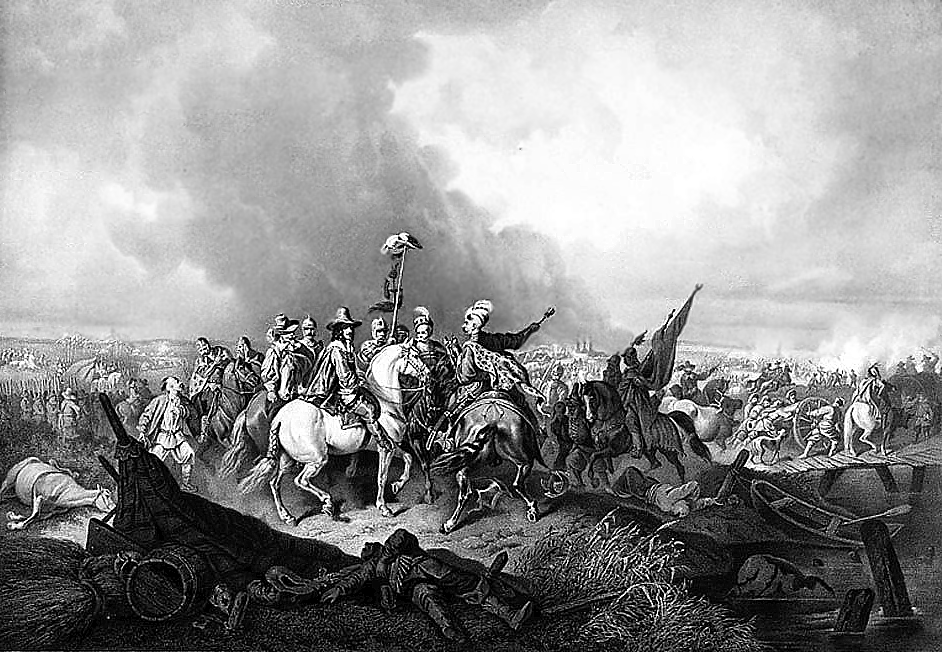
Bitwa pod Beresteczkiem w 1651 roku - obraz autorstwa Władysława Witkowskiego, 1863

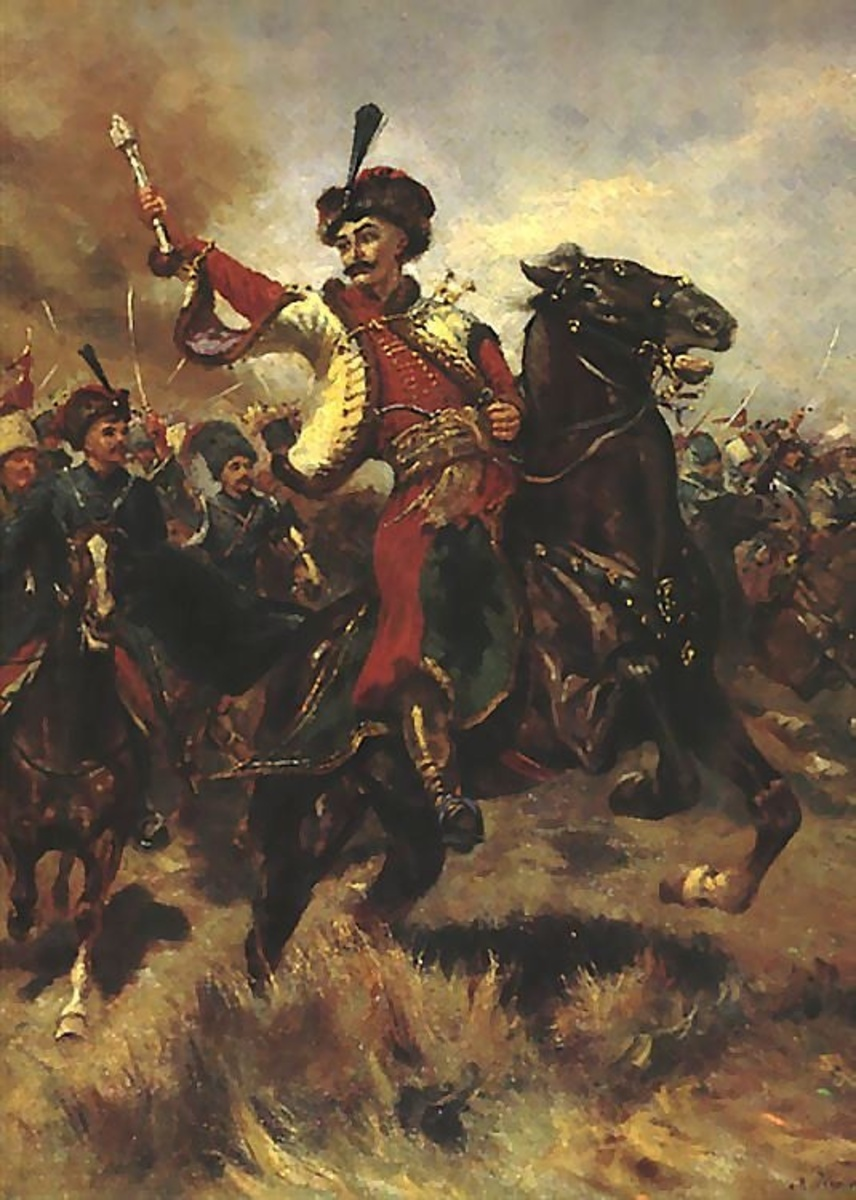
Iwan Bohun wydostaje z okrążenia resztki wojsk kozackich w czasie bitwy pod Beresteczkiem 1651

W nocy po bitwie, korzystając z ulewnego deszczu, niemal nienaruszony tabor kozacki wycofał się na bagna na południu i wybudował solidną, półkolistą fortecę. Wozy otoczono 2-metrowymi wałami, na których ustawiono 60 dział bronionych przez około 50–60 tys. Kozaków zaporoskich. Rozpoczęli też oni budowę grobli przez bagna. Nad ranem wojska polskie zbliżyły się do fortyfikacji i otoczyły je, jednak z powodu zmęczenia po bitwie nie atakowały. Przez pierwsze 3 dni wojska królewskie odpoczywały, jedynie artyleria Przyjemskiego prowadziła bezustanny pojedynek artyleryjski, który z powodu niewielkiego wagomiaru dział polowych nie odnosił żadnego skutku, poza stałym nękaniem przeciwnika. Dowodzenie nad Kozakami przejął płk Filon Dziedziała, a w ich obozie pojawiły się dwie frakcje. Jedna starała się porozumieć z królem na gruncie ugody zborowskiej i składała się głównie ze szlachty ruskiej i szlacheckiej części starszyzny. Drugą grupą była większość czerni i zwykłych Kozaków zaporoskich i nieszlacheckiej starszyzny, którzy nie chcieli się poddać, tylko przebijać (próbowali kilkukrotnie) lub uciekać. 4 lipca wojska koronne przystąpiły do regularnego oblężenia i budowy okopów, na co odpowiedziano im wieczorem kolejną, silną próbą przerwania okrążenia. Król nakazał przeniesienie obozu spod Beresteczka bliżej pozycji kozackich. Jednak jego druga decyzja spotkała się ze stanowczym oporem pospolitaków, którym nakazano wymieszać się z chorągwiami wojsk komputowych w celu zwiększenia morale i zdyscyplinowania szlachty. Wysłali oni nawet posłów do monarchy, ale ten im odpowiedział: „Nie trzeba mi tu buntów, tu nie izba poselska, czyńcie, co każę. Pod regimentem wojskowym jesteście i rozkazów słuchać musicie. Piesi niechaj do piechoty ruszają i do wałów”. Był to kolejny przejaw antagonizmu na linii król-szlachta. Po dociągnięciu ciężkich dział burzących (kartaun i półkartaun) z pobliskich Brodów, które jednodniowym ostrzałem spowodowały znaczne straty kozackie, 7 lipca wysłano posłów do Jana Kazimierza. Ten jednak postawił twarde warunki: oddanie wszystkich pułkowników, dział i całej broni, zerwanie stosunków z Turcją i Chanatem Krymskim i zobowiązanie do nieprowadzenia z nimi dalszych rozmów. Chłopska czerń miała wrócić na pola, pod władzę swoich panów, a o liczebności rejestru miał zadecydować najbliższy sejm walny. Następnego dnia starszyzna wysłała odpowiedź odmowną. 9 lipca część wojska wysłano na drugą stronę bagien pod dowództwem Lanckorońskiego i miało dojść do decydującego szturmu, lecz został on przesunięty na kolejny dzień z powodu przybycia kolejnych wysłanników od oblężonych. Ci ograniczyli się tylko do kolejnych próśb o okazanie łaski i zostali odprawieni z niczym. W związku z tym w taborze obalono Dziedziałę, a na jego miejsce wybrano Iwana Bohuna. Około 10:00 rano 10 lipca doszło do paniki wśród Kozaków, którzy myśląc, że starszyzna z Bohunem ucieka, sami rzucili się do ucieczki przez niedokończoną groblę lub usiłowali się przebić w stronę mostu na Płaszówce. Lanckoroński, myśląc że jest atakowany, początkowo sam dał rozkaz do odwrotu w kierunku Kozina i dopiero widok zbliżających się posiłków spowodował jego nawrót i uderzenie na uciekających. Rozpoczęła się rzeź. W pościgu zginęło ok. 30 tys. Kozaków, lecz części ich oddziałów, m.in. pod dowództwem Bohuna, udało się wycofać unikając rozbicia. W zajętym taborze kozackim znaleziono ogromne ilości sprzętu wojskowego i zrabowanych dóbr, a także insygnia wojskowe hetmana zaporoskiego i jego całą korespondencję z chanem, sułtanem, carem i Rakoczym.

## Skutki
Świetnego zwycięstwa nie zdołano wykorzystać z winy szlachty, zaniepokojonej wystąpieniami chłopskimi wewnątrz kraju. Największe z nich, pod wodzą Aleksandra Kostki-Napierskiego, wzniecone w czerwcu jako akcja dywersyjna na rzecz Chmielnickiego, stłumiły wojska biskupa krakowskiego. Pełna obaw i obrażona na króla szlachta z pospolitego ruszenia zawróciła do domów, a w ślad za nią udał się Jan Kazimierz, niewidzący sensu dalszej ofensywy. Pozostałe wojsko koronne, z obu hetmanami na czele, skierowało się w głąb ziem ukrainnych i już we wrześniu napotkało odnowione wojska Kozaków. Odbyła się bitwa pod Białą Cerkwią, po której zawarto ugodę ograniczającą rejestr kozacki do 20 tys. osób i prawo przebywania Kozaków rejestrowych tylko do terenu województwa kijowskiego.

## Upamiętnienie
Walki rycerzy polskich pod Beresteczkiem zostały, po 1990 r., upamiętnione na Grobie Nieznanego Żołnierza w Warszawie napisem na jednej z tablic, „BERESTECZKO 28 – 30 VI 1651”.
Na cześć tego zwycięstwa, we wsi Witów (nieopodal Piotrkowa Trybunalskiego), w 1651 o.o. Norbertanie z pobliskiego opactwa ufundowali słupową kapliczkę, która przetrwała do naszych czasów.
W miejscowości Płaszewa (Пляшева́) obok Beresteczka znajduje się ukraiński Narodowy Pomnik Historyczno-Pamiątkowy „Pole bitwy pod Beresteczkiem” zwany także „Kozackie mogiły”.
W kilku miastach Ukrainy znajdują się ulice „Bohaterów Beresteczka”, m.in. w Stryju, Równem i Sarnach.